# 王姜
王姜（?—?），周朝王后。姜姓，西周第三代天子周康王的王后，周昭王之母。
传世文献没有记载王姜，根据出土铜器銘文《征人鼎》、《叔簋》(原稱叔卣、史叔隋器，2件，集成04132—04133)、《作冊夨令簋》 (2件，集成04300—04301)、《作冊睘卣》(集成05407)，西周早期人，周康王的后妃。叔簋銘文中王姜與太保共見，太保即召公奭。召公奭歿於康王後期，故叔簋為康王時期器，刘启益考定王姜為康王后妃。王姜曾多次隨軍旅出征，代周王對夨令、作冊睘、師伯等臣下進行賞賜。掌管王室有关经济事务，主持王室宴会祭典，表彰大臣的功劳而赏赐大臣的妻子。